# Gustav Ludwig Hertz
Gustav Ludwig Hertz (22. července 1887, Hamburg – 30. října 1975, Východní Berlín) byl německý fyzik a nositel Nobelovy ceny za fyziku v roce 1925 za objev zákonů, kterými se řídí srážka elektronu s atomem společně s Jamesem Franckem. Byl synovcem fyzika Heinricha Hertze.
Franck-Hertzův experiment byl jedním z prvních pokusů, který dal podklad pro Bohrův model, což byl předchůdce kvantové mechaniky.
Mezi roky 1920–1925 působil ve fyzikální laboratoři firmy Philips v Eindhovenu. Pak se stal profesorem a ředitelem fyzikálního institutu univerzity v Halle. O tři léta později se vrátil do Berlína jako ředitel Fyzikálního institutu Technologické univerzity Charlottenburg. V roce 1935 z politických důvodů na své funkce rezignoval a začal pracovat ve výzkumných laboratořích firmy Siemens. Po válce (1945–1954) pracoval Hertz v čele výzkumných laboratoří v SSSR. Na konci svého činného života byl jmenován profesorem a ředitelem Fyzikálního institutu Univerzity Karla Marxe v Lipsku, kde působil do roku 1961, než odešel do důchodu.
Pohřben je v rodinné hrobce na hřbitově Ohlsdorf, kromě jiných je zde pohřben i jeho strýc Heinrich Hertz.

## Ocenění
- 1925 – společně s Jamesem Franckem získal Gustav Hertz Nobelovy ceny za fyziku
- 1927 – člen akademie Leopoldina
- 1931 – člen-korespondent Akademie věd v Göttingenu[1]
- 1951 – Stalinova cena
- 1954 – člen Akademie věd NDR a zakládajíc člen Výzkumné rady NDR
- 1958 – zahraniční člen Akademie věd SSSR.[2]
- 1959 – Helmhotzova medaile Akademie věd NDR
- 1995 – v Lipsku-Heiterblicku bylo na jeho počest otevřeno Gymnázium Gustava Hertze
- Deutsche Physikalische Gesellschaft (DPG) na jeho počest uděluje mladým fyzikům Cenu Gustava Hertze

### Literatura

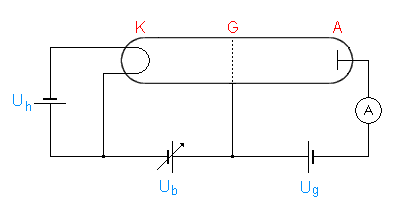
uspořádání Franck-Hertzova experimentu